# NGC 2524
NGC 2524 је лентикуларна галаксија у сазвежђу Рис која се налази на NGC листи објеката дубоког неба.
Деклинација објекта је + 39° 9' 28" а ректасцензија 8h 8m 9,6s. Привидна величина (магнитуда) објекта NGC 2524 износи 12,7 а фотографска магнитуда 13,6. NGC 2524 је још познат и под ознакама UGC 4234, MCG 7-17-16, CGCG 207-34, PGC 22838.